# Багор
Баго́р (прасл. *bagrъ від пра-і.є. *bhāgh- — «гнути, згинати»), також гак, заст. очепа, гак-очепа — інструмент, довгий дерев'яний або металевий держак з металевим вістрям і загнутим назад гаком.

## Застосування
Уживається у судноплавстві, сплавлянні лісу, як засіб пожежогасіння.

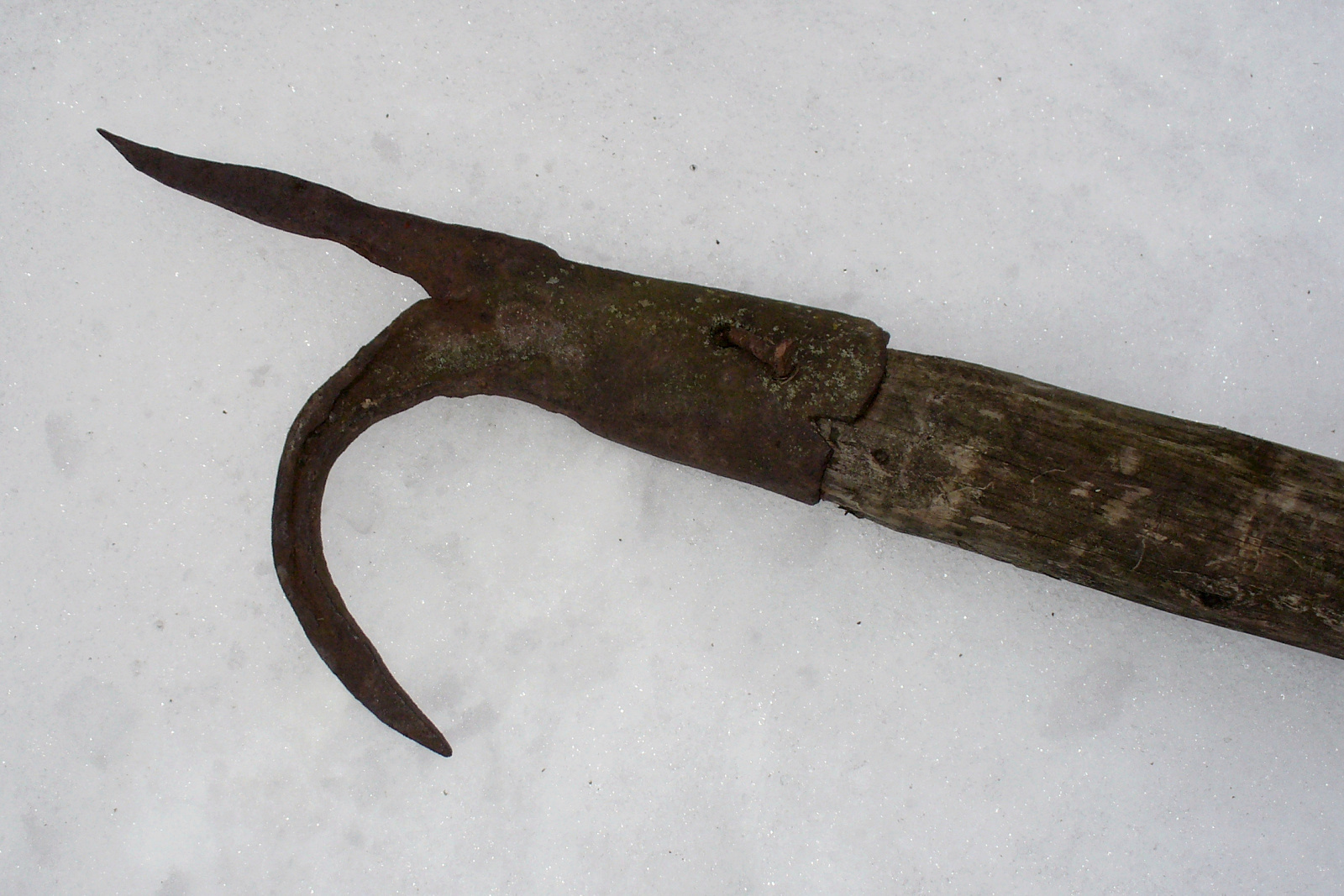
Наконечник багра

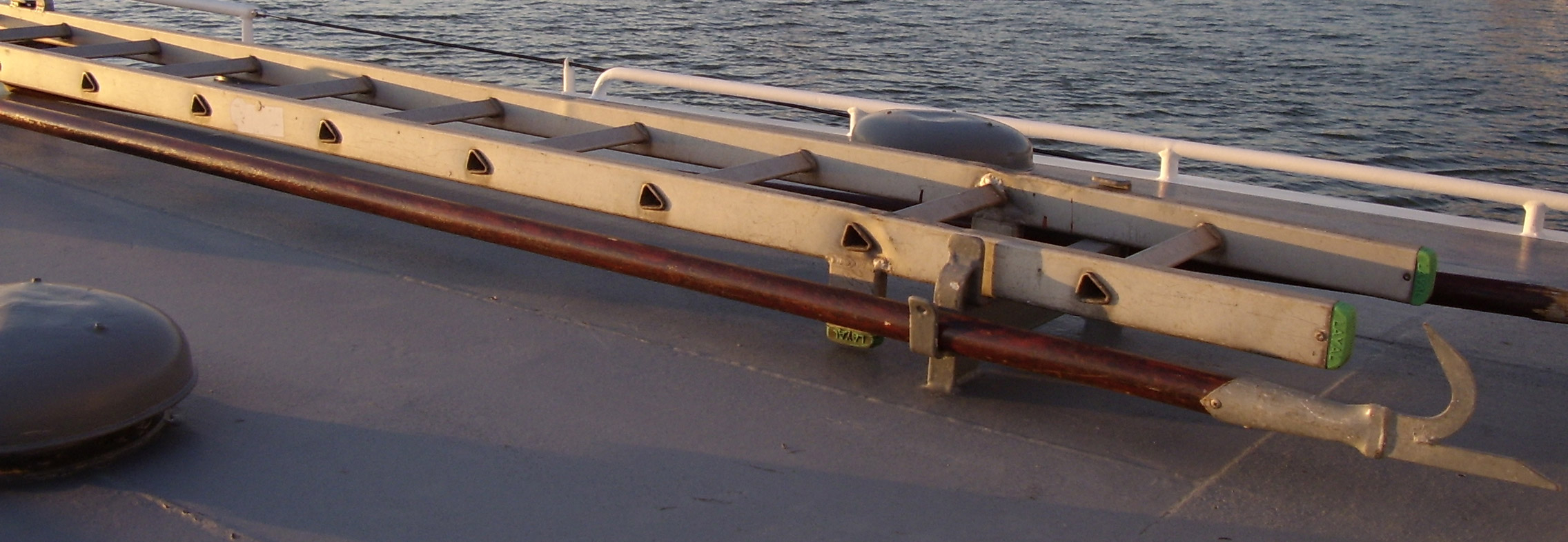
Багор та трап

## Різновиди багрів
- Багор лісосплавника — багор з металевим вістрям та гаком, уживаний у лісосплаві. Особливо широко використовувався при молевому сплаві.
- Відпорний гак — різновид багра, уживаний у судноплавстві. Слугує для підтягання і відштовхування шлюпок. Відрізняється закругленими (часто кульоподібними) наконечником і гаком.
- Авіаційний багор («мартишка») — багор, який слуговав для прокручення авіаційних гвинтів. Складався з держака з гумовою петлею на кінці[6].
- Рибальський багорок — рибальський прилад у вигляді стрижня, загнутого на кінці гачком. Слугує для підхоплення риби під час ловлі.
- Пожежний багор — засіб пожежогасіння, довгий держак з кільцем на одному кінці та з гаком і вістрям на другому. Призначається для розбирання палаючих конструкцій. Пожежні багри робляться повністю з металу. Для комплектування пожежних щитів застосовуються багри з древками 1,5 — 2 м, для компактності їх іноді роблять розбірними, складеними з 2 — 3 згвинтних частин. Поряд з ними, пожежними командами уживаються багри з довшими древками.
- Бойовий багор — різновид холодної зброї, спис з гаком для стягання вершників з коня.

## Багрення
У минолому в Росії багри використовувалися для ловлі риби (так званого «ба́грення»). Деякі етнографи відзначають, що цей спосіб був характерним для жителів берегів річки Урал. Коли риба починала впадати в зимову сплячку, рибальські артілі у великій кількості вставляли багри в лунки в місцях скупчення великої риби (утворюючи цілий «ліс» з ратищ). Коли риба настромлялася на гаки, рибалки витягали її.
«Энциклопедический лексикон» 1835 року описує традицію підлідного лову осетра, що існувала в уральських козаків. Сезон починався після Різдва, у день багрення козаки розбивали лід у місцях скупчення сонних осетрів і витягали стривожену рибу баграми. Успішний ловець міг спіймати до 50 риб. Іноді попадалася і білуга, її витягали кілька людей разом. Брати участь у багренні осетрів могли тільки ті козаки, що перебували на дійсній військовій службі.

## Багор у геральдиці

Фет
Крюн (з митрою і патерицею)
Марктродах
Нурре-Ланн
Орпунд (з веслом)
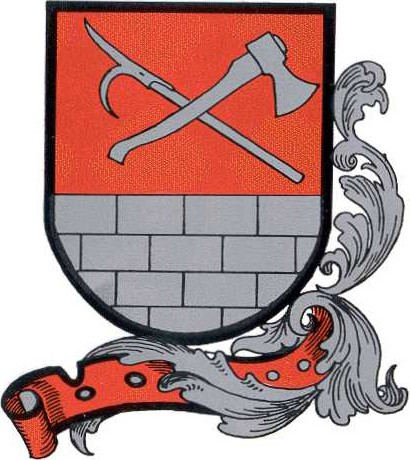
Пальфау (з сокирою)
Швебіш-Галль (з кужбою для солеваріння)
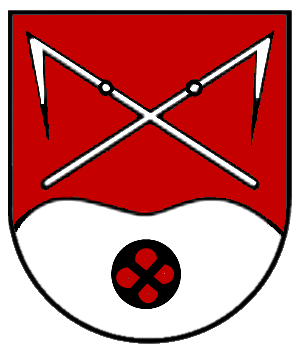
Зіннінген
Філлінгендорф